# Нассо (округ, Флорида)
На́ссо (Нассау; англ. Nassau county) — округ штата Флорида Соединённых Штатов Америки. На 2020 год в нём проживало 89 258 человека. Окружным центром является город Фернандина-Бич.

## История
Округ Нассо был сформирован в 1824 году. Своё название он получил от герцогства Нассау в Германии.